# ۱۸۵ (میلادی)
۱۸۵ (میلادی) صد و هشتاد و پنجمین سال تقویم میلادی است.

## زادگان
- اوریجن، خداشناس مسیحی

‎